# Scheloribates crassus
Scheloribates crassus är en kvalsterart som beskrevs av Hammer 1967. Scheloribates crassus ingår i släktet Scheloribates och familjen Scheloribatidae. Inga underarter finns listade i Catalogue of Life.